# بيتر فينويك
بيتر فينويك (بالإنجليزية: Peter Fenwick)‏ هو طبيب وعالم بريطاني، ولد في 25 مايو 1935.